# 亚溴酸
亞溴酸是溴的一種含氧酸，見於反應的中間體。化學式為HBrO2，其中，溴的氧化態為+3。它是一种不稳定的化合物，尽管对应的盐—亚溴酸盐已被分离。 在酸性条件下，亚溴酸盐会分解成溴。

## 反應
通過次溴酸和次氯酸的陽極氧化反應：
HBrO + HClO → HBrO2 + HCl
通過次溴酸的歧化反應：
2 HBrO → HBrO2 + HBr
通過溴酸和氫溴酸的反應合成:
2 HBrO3 + HBr → 3 HBrO2

## 用途
可用於把高錳酸鹽還原為錳酸鹽。
2MnO−
4 + BrO−
2 + OH− → 2MnO2−
4 + BrO−
3 + H2O